# Daevas

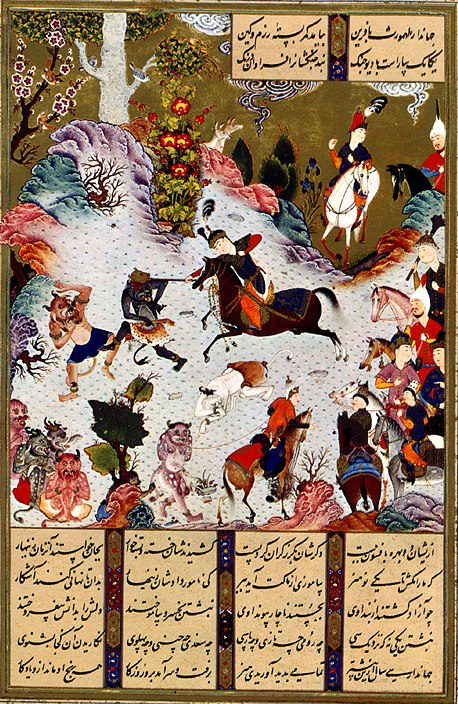

În mitologia persană, Daevas este grupul demonilor care cauzează rele și boli și care luptă împotriva oricărei forme a religiei. Acești demoni sunt supușii lui Angra Maynu, numit și Ahriman. Ei sunt în număr de șapte și luptă contra lui Ahura Mazda și a grupului Amesha Spentas.
- Aesma
- Aka Manah
- Indar
- Nanghaithya
- Saurva
- Tawrich
- Zarich